# Sueño de una noche de invierno
Sueño de una noche de invierno (San zimske noc) es una película de España y Serbia, dirigida por Goran Paskaljević en 2004, y protagonizada Lazar Ristovski, Jasna Žalica y Jovana Mitic.

## Sinopsis
Lazar acaba de salir de la cárcel, en dónde ha cumplido diez años de condena acusado de asesinato. Se siente un hombre libre, diferente en su interior que decide regresar a su casa con la firme intención de dejar atrás su oscuro pasado y así empezar una nueva vida.
Tras su estancia en prisión, el panorama político y social de su patria, Serbia, ha cambiado notablemente al terminar la guerra. Se detectan nuevos aires de esperanza e ilusión entre los serbios en pos de alcanzar un futuro mejor.
En ese clima, a priori, tan halagüeño y esperanzador, Lazar descubre que su apartamento ha sido ocupado por una mujer, Jasna y su joven hija, Jovana, refugiadas bosnias en situación ilegal. Jasna, al igual que Lazar, pretende comenzar una nueva vida con Jovana tras haber sido abandonadas por su marido y debe de hacer frente al autismo latente de su hija. Viéndose incapaz de deshacerse de ellas, ya que no tienen ningún lugar a dónde ir, Lazar se ve obligado a convivir con ellas instaurándose un verdadero vínculo familiar entre ellos.
Sin embargo, los tres descubrirán la verdadera realidad de la sociedad en la que están inmersos, una sociedad, que a pesar de las apariencias, no ha superado los obstáculos de su trágico pasado más reciente y que les arrastrará negativamente en su lucha por vivir.